# Корнтал-Мюнхинген
Корнтал-Мюнхинген (на немски: Korntal-Münchingen) е град в Германия, в провинция Баден-Вюртемберг, район Людвигсбург.
Населението му е 18 303 души (към 31 декември 2006 г.).

## История
Корнтал-Мюнхинген възниква от обединението на град Корнтал и комуна Мюнхинген на 1 януари 1975 г.
Населеният пункт Корнтал е споменат за първи път в документ през 1297 г. Обявен е за град на 30 юни 1958 г.
Мюнхинген е упоменат за първи път през 1130 г. в „Цвифалтските хроники“. Тук през 1558 г. е построен стария Мюнхингски замък (Münchinger Schloss) erbaut. По време на Тридесетгодишната война през 1643 г. по-голяма част от Мюнхинген е разрушена, включително съвета, училището и църквата. През 1735 г. е построен новият замък. През 1906 г. до Мюнхинген е изградена жп линия.